# مذابح سجون الأمازون
مذابح سجون الأمازون (بالبرتغالية: Massacres nas prisões do Amazonas em) وقعت في 26-27 مايو 2019، وذلك بعد سلسلة من أعمال الشغب في خمسة سجون مختلفة في ولاية الأمازون البرازيلية، 55 سجينًا قتلوا في سلسلة أعمال العنف التي حصلت في سجون الولاية. جميع الوفيات التي حصلت على مجموعة السجناء كانت بسبب الخنق أو الطعن. تدعي السلطات أنها استعادت السيطرة على السجون.